# Gerold Späth
Gerold Späth (ur. 16 października 1939 w Rapperswilu) – szwajcarski pisarz.

## Życiorys
Späth pochodzi z rodziny zajmującej się produkcją organów. Po ukończeniu nauki mieszkał kolejno w Vevey, Londynie i szwajcarskim Fryburgu. Pisać rozpoczął w 1968 r., jednak aż do 1975 r. pracował w rodzinnym przedsiębiorstwie produkującym organy. Dziś mieszka wraz z rodziną we Włoszech i Irlandii.
Zadebiutował w 1970 r. powieścią łotrzykowską pt. Unschlecht. Späth pisze powieści, słuchowiska, sztuki teatralne i dzienniki z podróży. W przekładzie na język polski ukazała się tylko jedna powieść Spätha, Komedia, przełożona przez Zofię Rybicką. Została ona wydana w serii Współczesna Proza Światowa w 1986 r.
Gerold Späth jest członkiem szwajcarskiego PEN-Clubu oraz członkiem korespondentem Bawarskiej Akademii Sztuk Pięknych (niem. Bayerische Akademie der Schönen Künste).

## Nagrody i wyróżnienia
- 1970 – Nagroda im. Conrada Ferdinanda Meyera
- 1979 – Nagroda im. Alfreda Döblina
- 1983 – Targa d’Oro del Comune die Roma
- 1984 – Nagroda Literacka im. Georga Mackensena
- 1992 – Nagroda Szwajcarskiej Fundacji im. Schillera
- 2002 – Nagroda Kulturalna kantonu St. Gallen
- 2010 – Nagroda im. Gottfrieda Kellera

## Dzieła
- 1970 – Unschlecht
- 1971 – Heißer Sonntag
- 1972 – Stimmgänge
- 1973 – Zwölf Geschichten
- 1974 – Die heile Hölle
- 1977 – Balzapf oder Als ich auftauchte
- 1978 – Phönix, die Reise in den Tag
- 1979 – Ende der Nacht
- 1980 – Commedia (pol. przekł. pt. Komedia, 1986)
- 1984 – Sindbadland
- 1985 – Verschwinden in Venedig
- 1988 – Barbarswila
- 1988-1989 – Früher am See
  - Frühling, Sommer (1988)
  - Herbst, Winter (1989)
- 1989 – Tausend Dinge
- 1991 – Stilles Gelände am See
- 1993 – Das Spiel des Sommers neunundneunzig
- 1999 – Eis und Wasser
- 1999 – Ein Nobelpreis wird angekündigt
- 2001 – Die gloriose White Queen
- 2003 – Familienpapiere
- 2006 – Aufzeichnungen eines Fischers (das erste Jahr)
- 2007 – Mein Lac de Triomphe. Aufzeichnungen eines Fischers; das zweite Jahr

## Słuchowiska
- 1971 – Heisser Sonntag
- 1972 – Mein Oktober: Höllisch
- 1974 – Grund-Riss eines großen Hauses
- 1976 – Schattentanz
- 1977 – Morgenprozession
- 1978 – Heisse Sunntig
- 1979 – Lange Leitung
- 1979 – In der Ferne eine Stadt
- 1980 – Kalter Tag
- 1980-81 – Langi Leitig
- 1980-81 – Eine alte Geschichte
- 1986 – Mein Besuch im Städtchen am See
- 1986 – Der See am Morgen
- 1988-90 – Lasst hören aus alter Zeit
- 1994 – Die Fahrt der „White Queen”
- 1995 – Walser seelig Koch (ein Mädchen wird ermordet)
- 1996 – Iis und Bockpier
- 1999 – Ein Nobelpreis wird angekündigt

## Sztuki teatralne
- 1986 – Unser Wilhelm! Unser Tell!
- 1988 – Commedia
- 1990 – Sindbadland
- 2002 – Commedia

## Literatura
- Charlotte E. Aske, Gerold Späth und die Rapperswiler Texte, Bern [u.a.] 2002
- Klaus Isele i Franz Loquai, Gerold Späth, Eggingen, Edition Isele 1993